# Rifugio lement Jug
Il Rifugio lement Jug (in sloveno: Dom dr. Klementa Juga v Lepeni) è un rifugio situato nel comune di Plezzo in Slovenia, a 702 m s.l.m., situato nella Valle Lepena.

## Storia
Inizialmente era una struttura dell'esercito italiano, trasformato in rifugio nel 1953 e prende il nome dall'alpinista sloveno Klement Jug.